# Platylobium (plante)
Genre
Synonymes
- Bossiaea Vent[2].

Platylobium est un genre de plantes à fleurs dicotylédones de la famille des Fabaceae, sous-famille des Faboideae, originaire d'Australie, qui comprend quatre espèces acceptées.

## Liste d'espèces
Selon The Plant List (14 novembre 2018) :
- Platylobium alternifolium F.Muell.
- Platylobium formosum Sm.
- Platylobium obtusangulum Hook.
- Platylobium triangulare R.Br.